# Lędyczek Drugi
Lędyczek Drugi – przysiółek wsi Krzemieniewo w Polsce, położony w województwie pomorskim, w powiecie człuchowskim, w gminie Czarne.
Do 1954 część miasta Lędyczka.
W latach 1975–1998 przysiółek administracyjnie należał do województwa słupskiego.